# Ascogonium

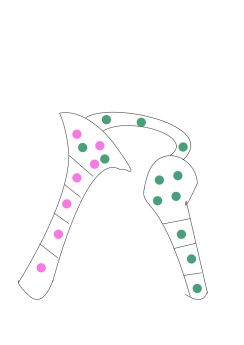
Ascogonium en antheridium met trichogyne

Een ascogonium (meervoud: ascogonia) is een haploïde structuur of orgaan, dat vrouwelijke gameten produceert. Een ascogonium wordt gevormd tijdens de gametofytfase van sommige schimmels, zoals bij de ascomyceten. Hierin ontwikkelen zich later de asci. Uit een zeer fijne schimmeldraad, de trichogyne, die aan de top van het ascogonium gevormd wordt, ontstaat een verbinding met het antheridium, waardoor de celkernen uit het antheridium zich naar het ascogonium kunnen bewegen. Uit het bevruchte ascogonium vormen zich nu miljoenen nieuwe tweekernige (dinucleate) schimmeldraden, waarbij in iedere cel twee celkernen terechtkomen. Ze worden ook ascogeen of fertiel genoemd. Ze worden door gewone eenkernige (uni- of mononucleate) schimmeldraden met één celkern gevoed, die als steriel aangeduid worden. Het weefsel van fertiele en steriele schimmeldraden vormt nu het in vele gevallen met het oog zichtbare vruchtlichaam van de schimmel, het ascocarp, dat miljoenen vruchtbare schimmeldraden kan bevatten.